# 社会悪
社会悪（しゃかいあく、social evil）とは、社会の矛盾から発生して、災いを及ぼす害悪のこと。

## 概要
社会悪は、個人や集団の利益と社会全体の健全性との間に生じる摩擦や衝突から発生することが多い。その影響や行為は、個人や集団の利益を損ない、社会全体の健全性や安定性に悪影響を与える可能性がある。社会悪に対しては、課題を認識しその解決の姿勢で対処していくことが肝要で、そのことで社会が改善していく。

## 一般的な社会悪の例
社会悪は以下のようなものが考えられ、多岐にわたる。
- 貧困：貧困は社会悪の一例であり、経済的な不平等や資源の不均衡によって引き起こされる[3]。貧困は健康や教育へのアクセスを制限し、犯罪や社会的不安定を引き起こす可能性がある。
- 犯罪：犯罪は社会悪の象徴であり、人々の生命や財産を脅かし、社会の安全を脅かす。暴行、詐欺、窃盗などがその例である[4]。
- 人権侵害：人権侵害は、個人や集団の基本的権利や尊厳を侵害する行為を指す。嫌がらせ（ハラスメント）、人種差別、性差別、労働の過酷な条件などが含まれる[5]。
- 環境破壊：環境破壊は、生態系や地球環境への悪影響を引き起こす行為を指す。大気汚染、水資源の浪費、森林伐採などがその例である[6]。
- 不正義：不正義は、公正や平等の原則に反する行為や制度を指す。汚職、贈収賄などが含まれる[7]。

## 合法的な社会悪の存在
合法的な社会悪は、法的には許容されているが、それでも社会的な問題や悪影響を引き起こす可能性がある。例えば、大人が煙草を吸うことは合法である一方で、社会悪と見なされる場合がある。
- 健康への悪影響: 煙草は、喫煙者の健康に深刻な影響を与えることが科学的に証明されている。喫煙はがんや心血管疾患などの疾患のリスクを高め、喫煙者だけでなく周囲の人々にも健康被害を及ぼす可能性がある。
- 経済的負担: 喫煙による健康問題は、医療費や労働力の減少などの経済的負担をもたらす。これは社会全体の医療システムや経済に負担をかけ、資源の配分を健康ケアに回す必要性を増大させる。
- 環境汚染: 喫煙によるタバコの吸い殻やパッケージの廃棄物は、環境汚染の要因となる。また、喫煙によって発生する二酸化炭素やその他の有害物質は、大気汚染や地球温暖化に寄与する。
- 健康格差の拡大: 経済的に弱い立場にある人々や社会的マイノリティが、健康問題により不利な状況に置かれる可能性がある。これにより、健康格差が拡大し、社会の不均衡が深刻化する恐れがある。

以上のように、煙草喫煙は個人の自由と社会の健康や福祉との間に矛盾が生じる典型的な例である。そのため、個人の選択と社会の利益のバランスを考慮する必要がある。禁煙キャンペーンやタバコ規制などの政策が、社会悪の削減や予防に効果的な手段となる可能性がある。
煙草喫煙の他に、合法的な社会悪としては以下のようなものが存在する。
- 司法の不公正：司法制度における不公正は、裁判所や法の適用において、特定の個人や団体に不利益をもたらし、公正な法の執行を妨げる。政治的な圧力や人種、性別、社会的地位などに基づく偏見が原因となることがある。
- 政治的な影響力の濫用：合法的な政治的手段を用いて、特定の利益グループや企業が政治に影響を与え、公共政策の形成に不公平さをもたらすことがある。
- 税制の不公平：一部の企業や個人が法的な範囲内で税金を回避することができる場合、社会的な公平性に欠ける税制の不公平が生じる。
- 公共サービスの私有化：公共サービスやインフラの民営化は、効率化や競争力の向上をもたらす一方で、アクセスの不均衡や料金の高騰などの社会的問題を引き起こす場合がある。
- 労働条件の悪化：労働法の継続的な緩和や労働者の権利の削減は、労働条件の悪化や不安定化をもたらし、社会的な不平等を増大させる可能性がある。

合法的な社会悪は、法律や制度の変革を通じて改善されるべきであり、社会の公正や健全性を守るために取り組まれるべき重要な課題である。